# Moïse Kahlenberg
Pour les articles homonymes, voir Kahlenberg.
Moïse (Moshe) Kahlenberg (8 septembre 1883, Skalat, Pologne, actuellement Ukraine-1942, Auschwitz) est un rabbin orthodoxe non-consistorial français, d'origine hassidique et polonaise, rabbin à Metz, déporté et tué à Auschwitz.

## Biographie

### Une éducation hassidique
Le rabbin Moïse Kahlenberg, est né le 8 septembre 1883 à Skalat, en Galicie, Pologne, aujourd'hui en Ukraine. Son père, le rabbin Avraham Yehudah Feibush Kahlenberg est un Posseq à la cour du Kopycznitzer Rebbe. Le rabbin Abraham Kahlenberg est né le 15 août 1859 à Chorosczkow.
Le rabbin Moise Kahlenberg épouse Chana Gitel (7 juillet 1883, Husyatin, Galicie, aujourd'hui en Ukraine-septembre 1942, Auschwitz), la fille du rabbin Yisrael Mordechai Teitelbaum, un hassid de Husyatin.
Il devient le rabbin de Kuchermare, en Bucovine, Roumanie.
En 1918, avec le début de la Première Guerre mondiale, à l'âge de 35 ans, il fuit la région, par peur des Soviets, abandonnant son imposante bibliothèque et ses manuscrits. 
Il occupe des positions rabbiniques à Budapest, en Hongrie, et à Vienne, en Autriche.

### Rabbin hassidique à Metz
En 1929 (5689), à l'âge de 46 ans, il devient le rabbin de la synagogue hassidique K'hal Yereim de Metz. Dans cette ville, il est actif dans le domaine de la cacherouth, et il organise des groupes d'études du Daf Yomi.
En 1935 (5695), à l'âge de 52 ans, il publie Dorash Moshe, une collection de sermons basés sur le hassidisme.
Avec la montée du nazisme, il accueille chez lui des réfugiés.

### À Bordeaux
Lorsque les nazis annexent l'Alsace-Lorraine, durant la Seconde Guerre mondiale, le rabbin Moïse Kahlenberg se réfugie à Bordeaux avec son père, le rabbin Avraham Yehuda Feibush Kahlenberg. 
À Bordeaux, il s'occupe de cacherouth (shehita) et agit aussi comme mohel.
Les Juifs de Bordeaux sont avertis qu'ils vont être transférés à Monts, en Indre-et-Loire, le 1er novembre 1940.
La dernière adresse à Bordeaux des Kahlenberg est au 80 rue du Loup.

### Le Camp de la Lande de Monts
Le rabbin Moïse Kahlenberg aide les détenus juifs du Camp de la Lande de Monts. Dans ce camp, les détenus ont une certaine liberté. Le rabbin Kahlenberg y anime la vie juive. Il établit une synagogue, une école. Des garçons célèbrent leur Bar-Mitzvah. Des circomcisions Brit Milah prennent place. Le rabbin Moïse Kahlenberg reçoit l'autorisation de se déplacer comme mohel, dans d'autres villes. Il fait la Shehita de poules pour les juifs observants du camp et leur procure de la Matza, provenant de Paris, lui-même en fabriquant aussi.
Dans le camp, le rabbin Moïse Kahlenberg prononce des sermons. Il retranscrit ses discours dans un cahier. Après la guerre, ce cahier est découvert par le YIVO et est publié en 2005 par Esther Farbstein.

### La déportation à Auschwitz
Pour échapper aux nazis, le rabbin Moise Kahlenberg espère obtenir un visa pour les États-Unis. Il demande de l'aide à un frère à lui et à son fils, le rabbin Marc Kalhenberg de Paris. Le Grand Rabbin de Paris Julien Weill et le rabbin Élie Bloch, qui sera déporté, essaient de venir en aide au rabbin Moise Kahlenberg, mais en vain.
Le rabbin Moïse Kahlenberg est déporté de Drancy avec son épouse Gittel Kalhenberg à Auschwitz par le convoi no 31 du 11 septembre 1942 (le 11 septembre 1942 est le dernier jour de l'année hébraïque 5702), où les deux sont assassinés, le lendemain de leur arrivée.
Le père du rabbin Moise Kahlenberg, le rabbin Avraham Yehuda Feibush Kahlenberg dit Abraham Kahlenberg (83 ans) est aussi déporté, dans le convoi no 36, en date du 23 septembre 1942, du Camp de Drancy vers Auschwitz et est tué une semaine après son fils et sa bru, le 28 septembre 1942,..

### Des générations de rabbins
Le rabbin Kahlenberg a deux fils, qui survivent à la guerre: le rabbin Marc Kahlenberg et le  rabbin et Hazzan Pinchas Kahlenberg.

### Un manuscrit posthume enfin publié
En 2005, les sermons du rabbin Moïse Kahlenberg durant la Shoah ont été édités par la Rebbetzin Esther Farbstein, une historienne de l'Holocauste, sous le titre: Yedei Moshe. Sermons From Concentration Camps in France,,. Ce manuscrit inédit contient neuf sermons (derashot) et d'autres textes.
Le rabbin Marc Kahlenberg, vivant à Netanya, en Israël, écrit, en hébreu, une longue introduction au livre de son père, qu'il appelle: "Ovi, Mori" (Mon Père, mon Maître").